# Pseudopaludicola parnaiba
Espèce
Pseudopaludicola parnaiba est une espèce d'amphibiens de la famille des Leptodactylidae.

## Répartition
Cette espèce est endémique de l'État du Piauí au Brésil. Elle se rencontre dans la municipalité de Ribeiro Gonçalves.

## Étymologie
Son nom d'espèce lui a été donné en référence à l'habitat de cette espèce, les berges du rio Parnaíba.

## Publication originale
- Roberto, Cardozo & Ávila, 2013 : A new species of Pseudopaludicola (Anura, Leiuperidae) from western Piauí State, Northeast Brazil. Zootaxa, no 3636, p. 348–360.